# Laggera
Laggera là một chi thực vật có hoa trong họ Cúc (Asteraceae).

## Loài
Chi Laggera gồm các loài: